# 蜥翼龙属
蜥翼龙属（学名：Dearc），又名龍翼龍或蒼穹翼龍，是喙嘴翼龙科的一属。

## 下属物种
本属包括以下物种：
- Dearc sgiathanach Jagielska, O'Sullivan, Funston, Butler, Challands, Clark, Fraser, Penny, Ross, Wilkinson & Brusatte, 2022[2]